# 1905-ös magyar teniszbajnokság
Az 1905-ös magyar teniszbajnokság a tizenkettedik magyar bajnokság volt. A bajnokságot június 1. és 5. között rendezték meg Budapesten, a BLTC margitszigeti pályáján.

## Eredmények
| Versenyszám  | Arany           | Arany | Ezüst               | Ezüst | Bronz                                 | Bronz |
| ------------ | --------------- | ----- | ------------------- | ----- | ------------------------------------- | ----- |
| Férfi egyéni | Segner Pál BLTC |       | Zsigmondy Jenő BLTC |       | Schmid Ödön BLTCRakovszky István BLTC |       |